# Municipio de Pine (condado de Allegheny)
El municipio de Pine (en inglés: Pine Township) es un municipio ubicado en el condado de Allegheny en el estado estadounidense de Pensilvania. En el año 2000 tenía una población de 7.683 habitantes y una densidad poblacional de 176.7 personas por km².

## Geografía
El municipio de Pine se encuentra ubicado en las coordenadas 40°37′10″N 80°01′29″O / 40.61944, -80.02472.

## Demografía
Según la Oficina del Censo en 2000 los ingresos medios por hogar en la localidad eran de $85,817 y los ingresos medios por familia eran $93,201. Los hombres tenían unos ingresos medios de $75,418 frente a los $35,909 para las mujeres. La renta per cápita para la localidad era de $35,202. Alrededor del 3.8% de la población estaban por debajo del umbral de pobreza.